# Orde van het Fundamentele Verbond
In 1858 kreeg Tunesië, als eerste islamitische staat, een grondwet. De bey heeft een ridderorde ingesteld om het afkondigen van deze grondwet, een verbond tussen vorst en volk, te herdenken.
Deze "Unieke Orde van het Fundamentele Verbond", in het Arabisch "Nishan al-Ahad al-Aman" en in het Frans "Ordre du Pacte Fondamental" geheten werd op 16 januari 1860 door Muhammad as-Sadiq Pasha-Bey gesticht en op 12 november 1874 met een bijzondere graad, de "Nishan al-Ahad al-Murassa" of de "met juwelen versierde" orde uitgebreid.
De orde had twee graden.
- Grootkruis met juwelen

Dit grootkruis werd vooral aan de prinsen van het regerende huis der Husainid en voormalige ministers-presidenten verleend. De versierselen werden met smaragden versierd.
- Grootkruis

Deze graad werd vooral aan de Ministers van Staat toegekend. Benoemingen van vreemdelingen in deze orde waren zeldzaam. Ook zeer hoge officieren, zij moesten luitenant-generaal zijn, werden soms in deze orde opgenomen.
Het versiersel was een medaillon met daarin het trofeeën omringde wapen met de groene wimpel. Christopher Buyers toont op zijn website een gouden kleinood waarbij het wapen en trofee met de rode vaandels op een groene ster zijn gelegd en de groene wimpel de verhoging is.
De orde werd tot 1958 verleend en in 1959 door de Republiek Tunesië afgeschaft.